# OGLE-2016-BLG-1195Lb
OGLE-2016-BLG-1195Lb是一顆距離地球約1.3萬光年的太陽系外行星，母恆星為OGLE-2016-BLG-1195L。該行星於2017年由韓國天文研究院所屬韓國微重力透鏡望遠鏡網（Korean Microlensing Telescope Network，KMTNet）與史匹哲太空望遠鏡以微引力透镜方式發現。OGLE-2016-BLG-1195Lb的質量與地球近似，並且與母恆星的距離與日地距離相當。然而，它的母恆星的質量可能極低，甚至可能其實是棕矮星或超低溫矮星等亞恆星。基於目前的觀測資料，OGLE-2016-BLG-1195Lb可能是極低溫的類地行星 。

## 相關流行文化
部分天文學家以《星際大戰》系列電影中環境類似的虛構行星霍斯稱呼OGLE-2016-BLG-1195Lb。更早之前美国国家航空航天局也將另一顆環境類似的系外行星OGLE-2005-BLG-390Lb與霍斯相比較。